# 奥田靖彦
奥田 靖彦（おくだ やすひこ、1944年 - ）は、京都放送（KBS京都）に長く勤めた日本のラジオ・ディレクター。2005年1月にKBS京都を定年退職した。

## 略歴
家の近くに米軍基地があったためFENが入り、幼い頃から音楽と喋りが一体化したラジオ番組に親しむ。1970年にKBS京都に入社。入社した年にスポンサーがつかない15分の空き枠ができたため、自発的に名乗りを上げ新番組を企画、洋楽を使った帯番組「ビート&ロック・ライダー」（月～金、23時台）を自由に構成した。
1971年9月、ディレクターを務めた2時間の生放送「ファズ・ボックス・イン」の放送を開始。英語のDJが最新の洋楽を流すラジオ番組という日本初の試みだった。1975年からDJに阿木譲を起用し、レコード一枚をまるまる流す番組としても有名になる。
1973年10月、製作スタッフを務めた洋楽を流す1時間のテレビ番組「ポップス・イン・ピクチャー」放送開始。ディレクターの福井洋一からテレビでも洋楽の番組ができないかと相談を受け実現したもの。洋楽のプロモーション映像は使用料が安く、製作費を抑えることが可能だったのも企画にOKが出た理由だった。奥田は途中から福井からディレクターを引き継いだ。同番組の終了数ヶ月前には、スタジオライヴを行うようにもなった（VTRは保存されていない）。
これら70年代に奥田が制作を担当した番組が、関西の若者に影響を与え、関西パンク・ムーブメントの勃興の素地を作った
とされる。

## おもな担当番組
- ビート＆ロック・ライダー
- ファズ・ボックス・イン
- ポップス・イン・ピクチャー
- 桂朝丸のモーニングサークル[1]
- 森脇健児の青春ベジタブル[要出典]
- 笑福亭晃瓶のほっかほかラジオ[要出典]